# Tusenåriga ägg

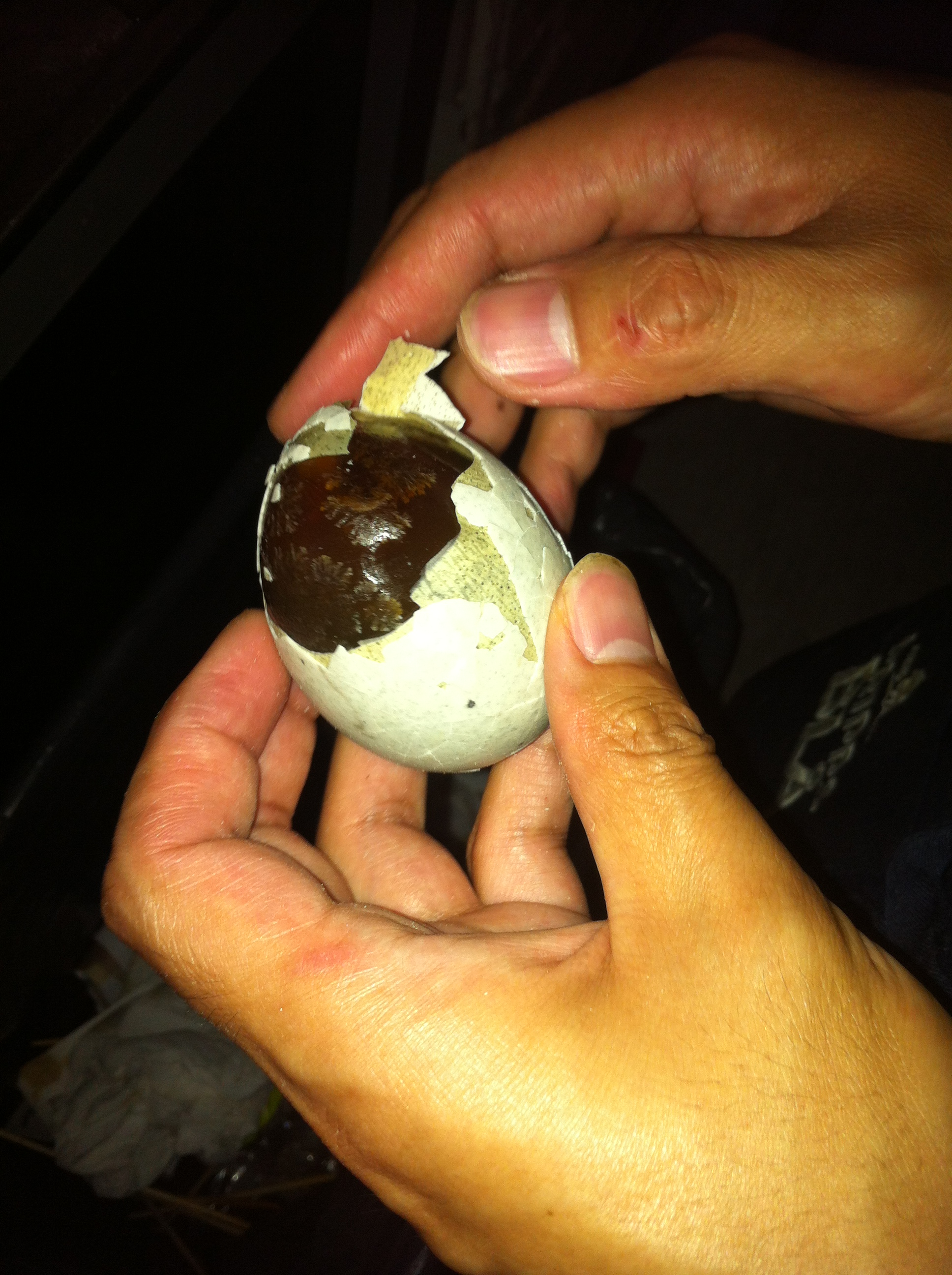
En man skalar ett tusenårigt ägg.

Tusenåriga ägg (kinesiska: 皮蛋 pídàn eller 松花蛋 sōnghuādàn; thailändska: ไข่เยี่ยวม้า khai yiao ma) är en kinesisk matingrediens som tillverkas av ägg från anka, höns eller vaktel. Ursprungligen handlade det om en konserveringsmetod: färska ägg bakas in i en blandning av lera, aska, salt, osläckt kalk och risagnar och får vara i veckor eller månader. När äggen är färdiga har de mörkgrön krämig äggula med doft av surströmming, medan äggvitan är en styv mörkbrun gelé utan särskild arom.
Det som främst bidrar till att omvandla äggen är den omgivande massans basiska egenskaper som gradvis höjer äggets pH-värde från omkring 9 till över 12. Denna kemiska process bryter ner stora aromlösa proteiner och fetter till mindre, mera aromatiska molekyler.
Tusenåriga ägg kan ätas som de är, läggas i risgröt (utan mjölk) eller serveras med risvinäger och färsk koriander. Smaken är mild och salt.
Fastän ämnet är giftigt i större doser, tillsätter vissa kinesiska tillverkare blyoxid till inbakningsmassan för att påskynda processen. Zinkoxid fungerar som ersättning, men det är heller inte nyttigt i övermått då det kan orsaka kopparbrist.